# ディフェンシブ・リアリズム
ディフェンシブ・リアリズム（防御的現実主義（ぼうぎょてきげんじつしゅぎ）、英: Defensive Realism）は、国際政治学における理論の1つで、現実主義の一種に分類される。現実主義の分類内では、ネオリアリズムから派生した理論である。

## 起源
ジャック・スナイダーの単著において主張し始められた。本著においては、攻撃的現実主義（英: Offensive Realism）という概念と防御的現実主義という概念が提唱された。スナイダー曰く、両者は国際システムにおける無政府状態を前提とし、国家の目的を安全保障としている点においては共通である。ただ、両者がその安全保障を達成するための手段が対照的である、としている。前者は軍事力の最大化を図ろうとする一方、後者は自助行為としての防衛に主眼をおく、とされる。

## 概念内容
勢力均衡を念頭に置き、アナーキーな国際システムにおいてある一国が他国に勢力拡大をしようとする時、他国は勢力均衡を保とうとする（このとき生まれるのが安全保障のジレンマである）。このため、国家がパワー、すなわち軍事力を拡大するために、軍事力の最大化を図ることはないとし、国家は基本的に防衛を主とした政策をとる、とする。チャールズ・グレイサーによると、協力関係を生み出せるのであれば、国家はパワーを強大化することなく、自助行為の一環として自ら進んで相手への譲歩を図る、としている。
また、一口にディフェンシブ・リアリズムといっても多様であり、ケネス・ウォルツによる、国家の目標は権力ではなく、安全保障だとする主張全体（ネオリアリズム）を指すこともある。

## 特徴
リアリズムでは、無政府状態という状態ゆえに国家間の利害の衝突は不可避とされ、概して国際協力は困難だとされてきた。しかし、この理論においては、同様に無政府状態を前提とするが、もたらされる結果が必ずしも衝突ではないとしている。以上で見たように、ディフェンシブ・リアリズムにおいては、国家間の協力関係の構築に従来のリアリズムに比べ楽観的である、とされる。

## 主な論者
- ケネス・ウォルツ
- ロバート・ジャーヴィス
- ジャック・スナイダー
- スティーヴン・ヴァン・エヴェラ
- スティーヴン・ウォルト
- チャールズ・グレイサー

### 関連文献
- 吉川直人、野口和彦編　『国際関係論　第二版』頸草書房、2015年